# Romain Zaleski
Pour les articles homonymes, voir Zaleski.
Romain Zaleski, né le 7 février 1933  dans le 17e arrondissement de Paris, est un haut fonctionnaire français, puis homme d'affaires, un temps parmi les premières fortunes de France. Il est également champion de France et d'Italie de bridge.

## Biographie

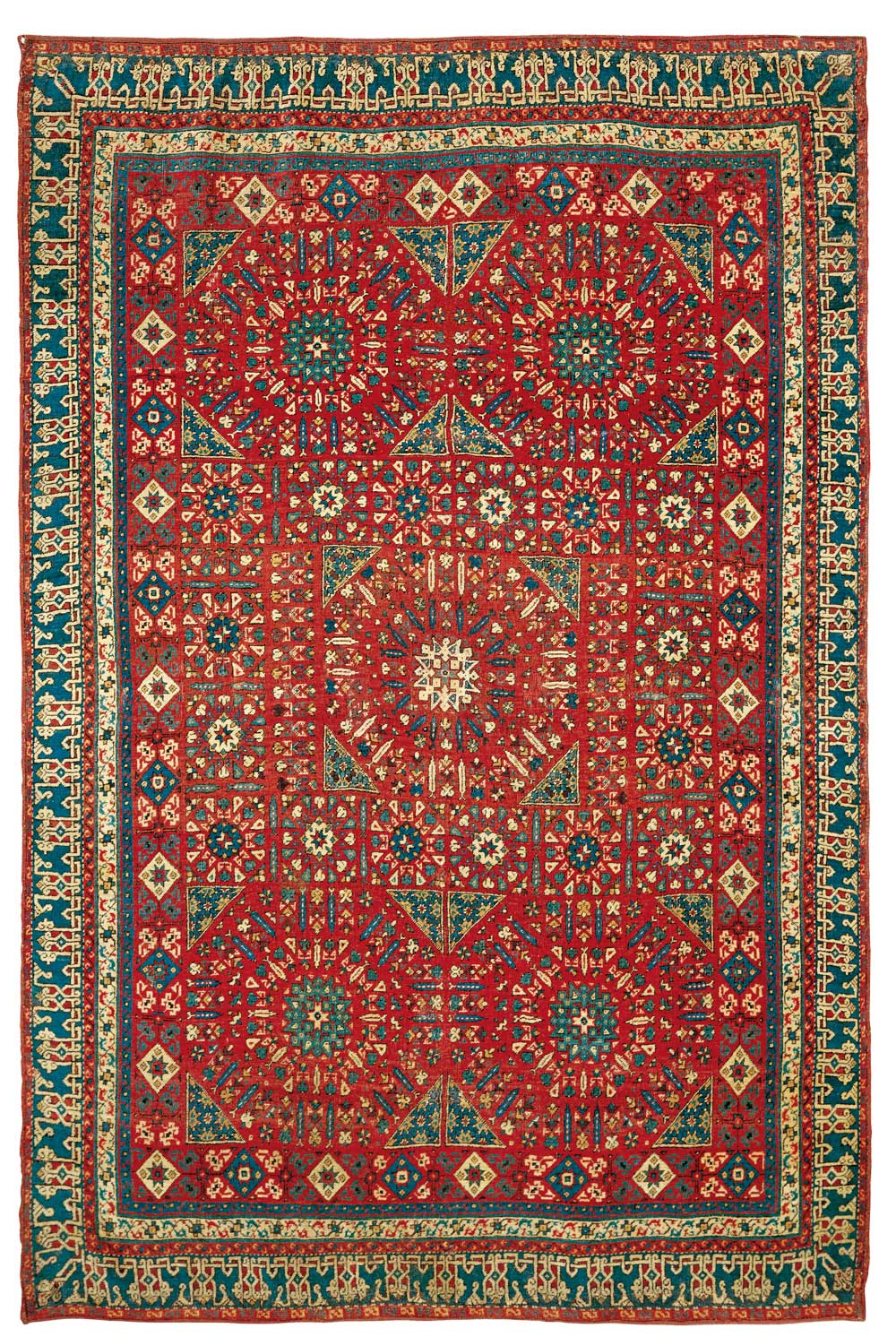
Para Mamluk carpet, early C., collection de Romain Zaleski

### Famille
Romain Zaleski est né en 1933, dans une famille de l'aristocratie polonaise, troisième de quatre enfants. Son père, Zygmunt, est écrivain et professeur de lettres polonaises à la Sorbonne, délégué du ministre des Cultes et de l'Instruction polonais. Sa mère est propriétaire terrienne, médecin et capitaine dans l'armée de l'intérieur polonaise Armia Krajowa. Résistants, en 1943, pendant que son frère ainé André succombe de maladie à Villard-de-Lans, son père est arrêté en France, torturé à Paris et déporté à Buchenwald d'où il sera libéré par les Américains et décoré par Charles de Gaulle. Sa mère est arrêtée par la Gestapo à Varsovie en 1944 et déportée à Ravensbruck tandis que son frère Pierre résistant ayant pris le maquis avec l'AK, sera arrêté par l'armée soviétique et n'a la vie sauve qu'en raison de son jeune âge. Libéré, ce dernier est rapatrié en France où, devenu ingénieur au CEA, il participe à l'invention de la pile à neutrons rapides. Romain, lui, a servi comme d'autres enfants pour la résistance polonaise, d'agent de liaison portant des documents.
Il est marié avec Hélène de Prittwitz, Vice-Présidente de la Fondation Milano per la Scala.
Il a une fille Hélène Zaleski, née d'un premier mariage le 8 novembre 1965.

### Études et débuts professionnels
Élève au Lycée Janson-de-Sailly, il obtient l'accessit en maths et en physique au concours général de 1951 et une mention très bien au bac. Il entre à l'École polytechnique (X1953) dont il sort classé 14e. Le corps des mines a incorporé les 8 élèves les mieux classés de cette promotion de Polytechnique, mais Zaleski peut y entrer néanmoins avec un engagement de servir l'Administration coloniale. Malgré une longue maladie pendant ses études à l'École nationale supérieure des mines de Paris, il reçoit le diplôme en 1958. Son engagement colonial est annulé en octobre 1958 à la suite de la perte des colonies françaises.
Il entre dans la haute fonction publique, où il est notamment secrétaire général adjoint du SGCI et participe à la fin des années 1960 à plusieurs cabinets ministériels, dont celui de François-Xavier Ortoli, ministre de l'Industrie. Après plusieurs périodes de mise en disponibilité, il démissionne définitivement du corps des Ingénieurs des mines en juillet 1986.
En 1972, il quitte le service de l'État, pour intégrer, puis diriger, le groupe financier (Compagnie internationale de banque) et de luxe (fourrures) Révillon. À la fin des années 1970, il devient trésorier de l'UDF.

### Un financier à la tête de Carlo Tassara
Contraint de quitter Révillon en 1979, il devient consultant de la Comilog, pour le compte de laquelle il entre en contact avec le sidérurgiste italien Carlo Tassara, créancier de l'exploitant minier franco-gabonais, au bord du dépôt de bilan. Après lui avoir évité le dépôt de bilan, il entre au capital de la société italienne et en prend le contrôle en 1984. Il en fait une holding de droit luxembourgeois et se spécialise à partir de 1994 dans le secteur de l'exploitation et de la transformation des métaux, ainsi que dans la banque.
Il commence par investir les bénéfices de Carlo Tassara dans le capital du troisième producteur italien d'électricité, Falck-Sondel. Il en détient 38,7 % quand il s'oppose en 1996 à l'OPA de Compart, cédant finalement trois ans plus tard ses parts avec une plus-value de 300 millions d'euros, qu'il investit aussitôt dans le nouveau groupe énergétique. En 2001, il s'associe à EDF et Fiat dans l'OPA hostile sur l'italien Montedison. En 2005, il cède ses 20 % du capital d'ItalEnergiaBis à l'entreprise française pour un milliard d'euros. Selon Le Figaro Économie du 21 juin 2006, dans cette opération R. Zaleski aura touché 1,4 milliard d'euros.
En achetant 7,4 % du capital d'Arcelor, il est devenu le premier actionnaire du sidérurgiste européen, et l'homme clé dans l'OPA de Mittal Steel sur Arcelor donnant sa préférence à l'indien contre le russe Severstal.
Vice-président du holding italien Mittel, il détient à travers sa holding 13 % du groupe Eramet, 11 % d'Edison, et plus de 3 % de VINCI. Deuxième actionnaire de la banque Intesa-San Paolo, à hauteur de 6 %, il a acquis en novembre 2007 plus de 2 % de Mediobanca et Generali. Actionnaire de poids et administrateur du groupe Arcelor-Mittal, il revend 25 millions de ses actions au groupe pour 1,165 milliard d'euros, et démissionne du conseil d'administration.
Malgré son patrimoine, il reste discret, résidant principalement en Italie à partir de 1991 dans une villa de la banlieue de Milan ou à Borno.

### Crise boursière et affaire Eramet: l'affaiblissement
En 2007, Challenges le classe 4e plus grosse fortune française en évaluant son capital familial financier à 9,173 milliards d'euros, et 13e milliardaire français de par sa fortune personnelle (environ 2 milliards d'euros). Mais, alors que les estimations de Challenges portent sa fortune début 2008 à plus de 11 milliards d'euros, les actifs de sa holding valent dans l'année presque autant que sa dette, environ 5,5 milliards d'euros, sous l'effet la chute des valeurs boursières. Il est obligé de contracter en novembre un prêt auprès des banques italiennes dont il est actionnaire et créancier, pour qu'il puisse rembourser 1,3 milliard d'euros à BNP Paribas et la Royal Bank of Scotland. Il descend de la 4e à la 7e place des plus grosses fortunes françaises, et, classé 488e milliardaire mondial par Forbes en 2007, et 428e l'année suivante, il sort du classement en 2009.
Le 17 novembre 2008, en pleine crise financière, il lance Alior Bank en Pologne, à la tête du Conseil de surveillance de laquelle il place sa fille Hélène.
Pour rassurer ses créanciers, il attaque en justice la famille Duval, principal actionnaire du groupe Eramet dans lequel il a des participations, en contestant dix ans après l'opération, les valorisations retenues lors du rapprochement entre la famille Duval et le groupe minier,. Cette revalorisation lui permettrait de vendre ses actions d'Eramet autour de 400 millions d’euros. Il est débouté, et condamné le 2 décembre 2011 par le tribunal de commerce à payer 750 000 euros, sanction portée à 880 000 euros le 19 mars 2013 par la cour d’appel de Paris. 
Endettée à hauteur de 2,56 milliards d’euros en 2013, soit plus du double de sa valorisation, la holding de Zaleski, désormais dirigée par l'ancien banquier Pietro Modiano, est menacée de liquidation. Elle détient alors dans le milieu bancaire 15 % dans la banque d'investissement Mittel, 34 % dans la banque polonaise Alior, 1,7 % dans Intesa San paolo, 2,5 % dans Banca Popolare di Milano, 1,4 % de UBI Banca, 1,14 % de Monte dei Paschi di Siena, et 1,4 % de l'assureur Cattolica.
Il descend à la 57e position du classement des fortunes professionnelles françaises en 2012 avec 745 M€, puis à la 117e place en 2013, avec un patrimoine de 440 M€, puis à la 170e place en 2016 avec 420 M€.

### Sponsoringet bridge
Champion de France de bridge dans sa jeunesse, il joue régulièrement avec Antoine Bernheim. Il sponsorise une équipe française au SPINGOLD 2009 à Washington DC, composée, outre son partenaire Franck Multon, de Bompis, Quantin, Faigenbaum et Pilon. Le 19 mars 2010, l'équipe Zaleski arrive en quart de finale de la coupe Vanderbilt (Championnat du monde de bridge). 
Il sponsorise également une équipe italienne. Celle-ci comprenait en 2010, outre lui-même, Alfredo Versace (en), Lorenzo Lauria, Valerio Giubilo, Mario d'Avossa et Ricardo Intonti ; c'est ainsi qu'il devient champion d'Italie de bridge fin 2010. Il rédige même de petits articles de bridge.
En janvier 2014, l'équipe française de Zaleski arrive en finale de la division nationale Open de France, mais doit s'incliner devant l'équipe Zimmermann. La même année, l'équipe menée par Zaleski est retenue dans la sélection nationale de bridge italienne 2014, avec une composition différente.
Romain Zaleski a toujours joué lui-même dans les équipes qu'il a sponsorisées. C'est ainsi que dans les grands tournois internationaux il a joué avec les partenaires suivants : 
- Albert Faigenbaum (en) (Cavendish 2008, Championnat d'Europe 2009, Spingold 2010, Vanderbilt 2010)
- Michel Bessis (Championnat d'Europe 2009)
- Dominique Pilon (Vanderbilt 2010)
- Franck Multon (Spingold 2009)
- Philippe Cronier (Championnat d'Europe 2014)

En octobre 2019, il participe aux championnats de Pologne dans l'équipe Adrzejki, avec comme partenaire Slawomir Henclik.
En l'honneur de son père, il crée la fondation néerlandaise Zygmunt Zaleski, présidée par sa fille Hélène, qui soutient notamment la Bibliothèque polonaise de Paris, ainsi que des bourses pour étudiants étrangers vivant en France.
Il a participé en 2012 à la création et au financement de Aleteia, un réseau social mondial d'informations catholiques, à côté d’Olivier Bonnassies, Claude Bébéar, Henri de Castries, Jean-François Hénin.

## Distinctions
- Chevalier de la Légion d'honneur en 2005[32]